# ردویل (کلرادو)
ردویل (به انگلیسی: Redvale) یک منطقهٔ مسکونی در ایالات متحده آمریکا است که در شهرستان مانترووز، کلرادو واقع شده‌است. ردویل ۱٬۹۷۶ متر بالاتر از سطح دریا واقع شده‌است.